# Josip Murn
Josip Murn, né le 4 mars 1879 à Laibach – mort le 18 juin 1901 dans la même ville, est un poète carniolien. Josip Murn est considéré, avec Oton Župančič, Ivan Cankar et Dragotin Kette, comme l'initiateur du modernisme dans la littérature slovène.